# Panic Zone
Panic Zone ist die Debüt-EP der US-amerikanischen Hip-Hop-Gruppe N.W.A. Sie erschien 1987 als Schallplatte in der 12"-Fassung und beinhaltet fünf Songs.

## Inhalt
Das Lied Panic Zone ist stilistisch dem Electro zuzuordnen. Bei dem Song 8 Ball rappt ausschließlich Eazy-E. Bei Dope Man handelt es sich um einen örtlichen Drogenhändler, der von Konsumenten, die bei ihm gekauft hatten, beschuldigt wird, das Leben der Konsumenten ruiniert zu haben. Die Lieder 8 Ball und Dope Man sind auf dem Album Straight Outta Compton ebenfalls in einer leicht abgeänderten Form zu hören.

## Titelliste
| Titel                 | Länge |
| --------------------- | ----- |
| Panic Zone            | 4:30  |
| Dope Man (Radio Edit) | 4:42  |
| 8 Ball (Radio Edit)   | 4:20  |
| Dope Man              | 6:00  |
| 8 Ball                | 4:00  |

## Besetzung
- Eazy-E – Ausführender Produzent, Rapper (in 8-Ball und Dopeman)
- Dr. Dre – Toningenieur, Produzent, Rapper
- Ice Cube – Rapper (in Dopeman)
- Arabian Prince – Rapper (in Panic Zone)
- Krazy Dee – Vocals (in Dopeman)
- Donovan Smith – Toningenieur
- Brian Gardner – Mastering Toningenieur
- Phil Bedel – Fotograf